# Хижани
Хижани или Кишани су били западнословенско племе, део племенског савеза Љутића. Њихове земље су се налазиле на обали Балтичког мора. Први писани трагови о њима потичу из 10. века. Престоница њихове државе била је тврђава Чижин (данас градић Кесин). Средином XI века заратили су са другим љутићким племенима Ретарима и Доленчанима. Савезници Хижана у овом сукобу су били Прекопјенци. У почетку су Хижани и Прекопјенци побеђивали, али су на крају поражени, након што су им тежак пораз нанели Саси, који су ушли у рат на страни противника. Касније су Хижани били подређени Бодрићима и плаћали су им данак.
Назив Хижани потиче од словенске речи хижа (рибарска колиба). Ова реч је преузета у немачки у облику Киц.